# Stanislas Niedzwiecki
Stanilas Niedzwiecki foi um artista de origem polonesa que viveu desde sua adolescência na região Nord-Pas-de-Calais localizada próximo à fronteira da Bélgica ao extremo norte da França.

## Biografia
Originário da Polônia, Stanislas Niedzwiecki mudou-se ao norte da França aos 13 anos, onde trabalhou como mineiro na "fosse Lagrange de Thiers" em Fresnes-sur-Escaut na região Nord-Pas-de-Calais.
Após apresentar alguns esboços ele ingressou na academia Beaux Arts de Valenciennes, onde participava dos cursos apos o trabalho.
Durante a segunda guerra foi feito prisioneiro e enviado à Alemanha. Nessa passagem retratou imagens de companheiros de diferentes nacionalidades: francesa, Soviética, Iugoslava entre outras.
Ao longo de sua vida ele produziu muitas obras, algumas visíveis na galeria municipal La Clairon de Condé-sur-l'Escaut. Há pinturas a óleo, que são principalmente de memórias de férias na região. Há também numerosas esculturas e representações religiosas.
Stanilas faleceu em 1995.